# Instituto Portuário e dos Transportes Marítimos
O Instituto Portuário e dos Transportes Marítimos (IPTM) foi um organismo público português, criado em 2002, que se dedicava a regular, fiscalizar e exercer funções de coordenação e planeamento do sector marítimo-portuário.

## Atribuições;[1]
Competia ao IPTM:
- Elaborar legislação e acompanhar a sua aplicação;
- Representar o Estado Português em organismos internacionais do sector dos portos e de transportes marítimos;
- Gerir os apoios ao sector;
- Controlar das condições de segurança marítima e portuária;
- Aprovar projectos de construção de embarcações e fazer a certificação de navios;
- Certificar a formação dos agentes marítimos e pessoal do mar;
- Projectar, construir e manter as infra-estruturas de transporte marítimo e fluvial;
- Desenvolvimento e implementação de um Plano Nacional Portuário.

## Historial
Em Novembro de 2002, o IPTM nasce da fusão do Instituto Marítimo-Portuário, do Instituto Portuário do Norte, do Instituto Portuário do Centro, do Instituto Portuário do Sul e do Instituto da Navegabilidade do Douro, no âmbito de um esforço de centralizar num só organismo competências que estavam dispersas por várias entidades.
O IPTM era tutelado pelo Ministério da Agricultura, do Mar, do Ambiente e do Ordenamento do Território.
A sua estrutura orgânica foi alterada em Abril de 2007, recebendo novas atribuições.
O IPTM era gerido por um Conselho Directivo, tendo ainda um Conselho Consultivo e um Fiscal Único.
Tinha três delegações regionais:
- Norte e Douro;
- Centro
- Sul.

Em 2012, procedeu-se à sua extinção e distribuição de competências pela Direção-Geral de Recursos Naturais, Segurança e Serviços Marítimos (DGRM), que recebeu as competências do IPTM "relacionadas com regulamentação, supervisão e fiscalização do sector marítimo-portuário e da náutica de recreio", e pelo Instituto da Mobilidade e dos Transportes, que recebeu competências "relacionadas com a supervisão e regulação da actividade económica dos portos comerciais e dos transportes marítimos, bem como da navegação da via navegável do Douro".